# LEN European Cup 1966-1967
La LEN European Cup 1966-1967 è stata la quarta edizione del massimo trofeo continentale di pallanuoto per squadre di club.
Il torneo è stato vinto per la seconda volta consecutiva, la terza su quattro edizioni, dagli jugoslavi del VK Partizan, che hanno superato in finale la Pro Recco.

## Gironi di semifinale

### Gironi
| Gruppo A              |
| sede: Genova          |
| - Vasutas             |
| - Dinamo Magdeburgo   |
| - Pro Recco           |
| - Tunafors Eskilstuna |

| Gruppo B          |
| sede: Zagabria    |
| - Dinamo Bucarest |
| - Ethnikos        |
| - Partizan        |
| - Rote Erde Hamm  |

### Gruppo A
|    | Semifinali 1966-1967 | Pti | G | V | N | P | GF | GS | DR  |
| -- | -------------------- | --- | - | - | - | - | -- | -- | --- |
| 1. | Pro Recco            | 6   | 3 | 3 | 0 | 0 | 14 | 9  | +5  |
| 2. | Dinamo Magdeburgo    | 3   | 3 | 1 | 1 | 1 | 15 | 11 | +4  |
| 3. | Vasutas              | 3   | 3 | 1 | 1 | 1 | 10 | 9  | +1  |
| 4. | Tunafors Eskilstuna  | 0   | 3 | 0 | 0 | 3 | 7  | 17 | -10 |

|  | Pro Recco  | 7-4 | Tunafors |
|  | Magdeburgo | 5-5 | Budapest |

|  | Pro Recco  | 3-2 | Budapest |
|  | Magdeburgo | 7-2 | Tunafors |

|  | Pro Recco | 4-3 | Magdeburgo |
|  | Budapest  | 3-1 | Tunafors   |

### Gruppo B
|    | Semifinali 1966-1967 | Pti | G | V | N | P | GF | GS | DR  |
| -- | -------------------- | --- | - | - | - | - | -- | -- | --- |
| 1. | Partizan             | 6   | 3 | 3 | 0 | 0 | 27 | 9  | +18 |
| 2. | Dinamo Bucarest      | 4   | 3 | 2 | 0 | 1 | 22 | 9  | +13 |
| 3. | Rote Erde Hamm       | 2   | 3 | 1 | 0 | 2 | 7  | 16 | -9  |
| 4. | Ethnikos             | 0   | 3 | 0 | 0 | 3 | 5  | 27 | -22 |

|  | Partizan | 15-3 | Ethnikos  |
|  | Bucarest | 8-3  | Rote Erde |

|  | Partizan | 7-2  | Rote Erde |
|  | Bucarest | 10-1 | Ethnikos  |

|  | Partizan  | 5-4 | Bucarest |
|  | Rote Erde | 2-1 | Ethnikos |

## Semifinali
| Andata | Andata                       | Andata |
| Data   | Gara                         | Ris.   |
| ------ | ---------------------------- | ------ |
| ?      | Partizan - Dinamo Magdeburgo | 5-3    |
| ?      | Dinamo Bucarest - Pro Recco  | 4-2    |

| Spareggio | Spareggio                    | Spareggio |
| Data      | Gara                         | Ris.      |
| --------- | ---------------------------- | --------- |
| ?         | Partizan - Dinamo Magdeburgo | 2-1       |

| Ritorno | Ritorno                      | Ritorno | Ritorno |
| Data    | Gara                         | Ris.    | Tot.    |
| ------- | ---------------------------- | ------- | ------- |
| ?       | Dinamo Magdeburgo - Partizan | 5-3     | 8-8     |
| ?       | Pro Recco - Dinamo Bucarest  | 3-2     | 5-6     |

## Finale
| Andata     | Andata               | Andata |
| Data       | Gara                 | Ris.   |
| ---------- | -------------------- | ------ |
| 18-12-1966 | Partizan - Pro Recco | 5-3    |

| Spareggio  | Spareggio            | Spareggio |
| Data       | Gara                 | Ris.      |
| ---------- | -------------------- | --------- |
| 07-01-1967 | Partizan - Pro Recco | 4-3       |

| Ritorno    | Ritorno              | Ritorno | Ritorno |
| Data       | Gara                 | Ris.    | Tot.    |
| ---------- | -------------------- | ------- | ------- |
| 22-12-1966 | Pro Recco - Partizan | 2-1     | 6-5     |

### Campioni
- Partizan Campione d'Europa:

Božidar Novaković, Đorđe Perišić, Boris Čukvas, Dragan Čolović, Nenad Manić, Mirko Sandić, Zoran Janković, Feliče Tedeski, Krunoslav Subotić, Branimir Glidžić, Jaroslav Hruda.